# Boscarla d'Aguijan
La boscarla d'Aguijan (Acrocephalus nijoi) és un ocell extint de la família dels acrocefàlids (Acrocephalidae).

## Hàbitat i distribució
Habita zones de canyars, garrigues i sotabosc de l'illa d'Aguijan, a les illes Marianes septentrionals.

## Taxonomia
Ha estat considerada una subespècie de la boscarla de Guam (Acrocephalus luscinius) però avui és considerada una espècie de ple dret.